# Reduto Cierva
O Reduto Cierva, também conhecido como Fuerte do Estabelecimiento, localizava-se na margem direita do rio Paraguai, (atual província de Chaco, Argentina) fronteiro à Fortaleza de Humaitá,.

## História

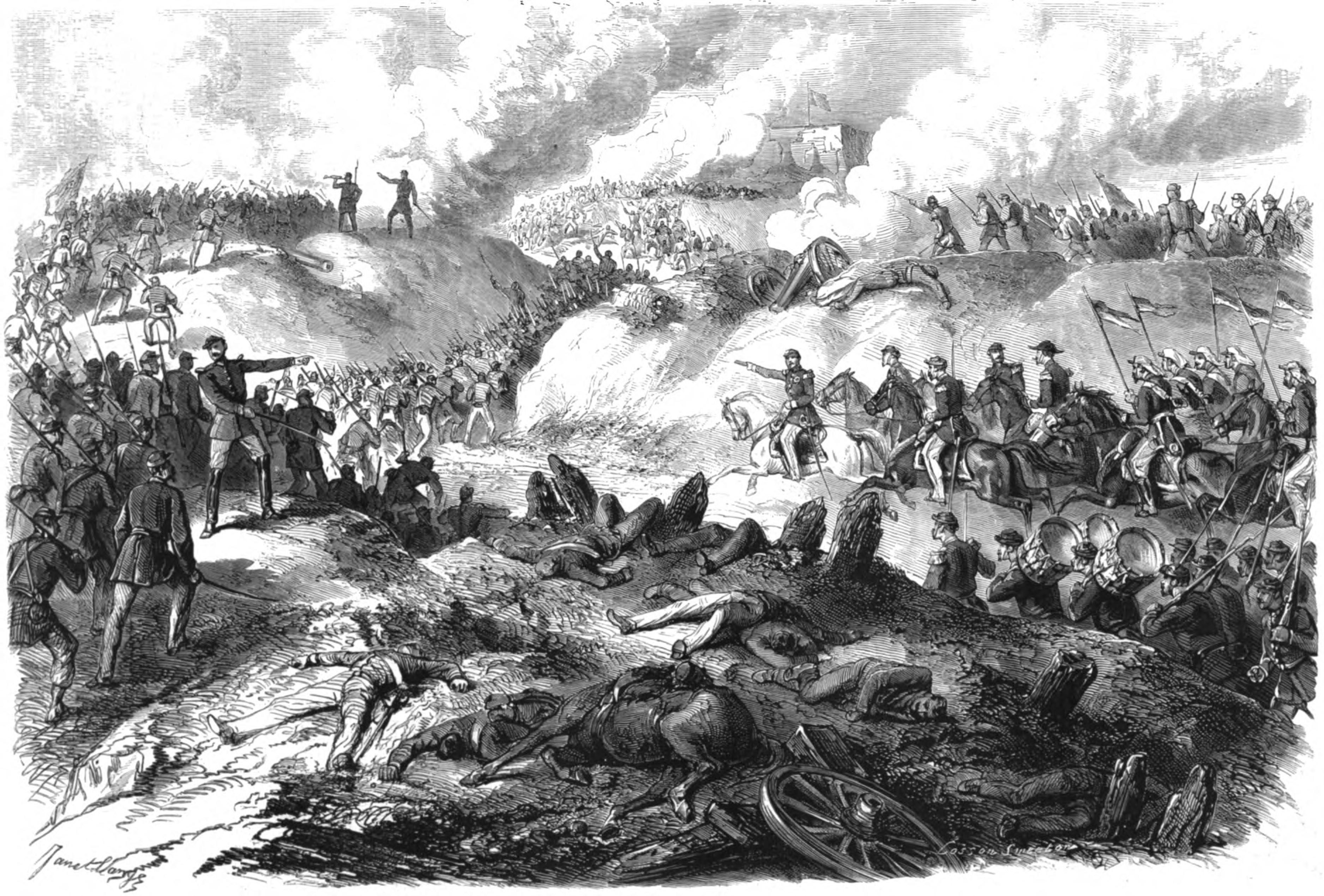
Gravura antiga retratando o assalto ao Forte do Estabelecimiento, em 19 de fevereiro de 1868.

No contexto da Guerra do Paraguai (1864-1870), este reduto do Paraguai, juntamente com a Fortaleza de Humaitá, fechava o acesso por via fluvial à capital paraguaia, Assunção.
O episódio foi retratado pelo pintor Edoardo De Martino, em obra no acervo do Museu Naval e Oceanográfico do Rio de Janeiro.